# Контрудар под Старой Руссой
Контрудар под Старой Руссой — боевые действия советских войск Северо-Западного фронта 12—25 августа 1941 года против наступавшей на Ленинград группировки немецкой группы армий «Север».
Несмотря на то, что контрудар завершился неудачей, он отвлек силы немецкой группы армий «Север» от наступления на ленинградском направлении.

## Предшествующие события
После того, как в июле 1941 года наступление немецкой группы армий «Север» было остановлено на Лужском оборонительном рубеже, немецкое командование приняло решение взломать оборону советских войск по флангам, в районе Новгорода и Кингисеппа, а используя отвлекающий удар в районе Луги окружить и уничтожить обороняющиеся советские войска.
8 августа немецкая группа армий «Север», проведя тщательную подготовку начала прорыв Лужского оборонительного рубежа в районе Кингисеппа, а 10 августа — в районе Луги и Новгорода.

## Планы и силы сторон
В этих условиях советское командование приняло решение нанести контрудар во фланг наступающей немецкой группировки. В разработке контрудара непосредственное участие принимали начальник штаба Главнокомандования Северо-Западного направления генерал-майор М. В. Захаров и начальник штаба Северо-Западного фронта генерал-лейтенант Н. Ф. Ватутин.
Однако в Ставке не согласились с представленным планом, признав его цели не реальными при текущих условиях и внесли значительные коррективы.
С советской стороны в контрударе должны были участвовать 11-я, 34-я, 27-я и 48-я армии. В качестве основной ударной силы выступала 34-я армия (командующий — генерал-майор К. М. Качанов), прибывшая из резерва Ставки ВГК: 245-я, 254-я, 257-я, 259-я и 262-я стрелковые и две кавалерийские дивизии.
Против войск 34-й армии на широком фронте оборонялись немецкие 30-я и 290-я пехотные дивизии 10-го армейского корпуса генерала Х. Хансена.

## Ход боевых действий
Хотя немецкие войска группы армий «Север» начали собственное наступление и нарушили боевые порядки 48-й и 11-й армий, 34-я и 27-я армии начали наступление рано утром 12 августа.
Наступление 27-й армии было остановлено восточнее Холма. Действия 34-й армии были успешнее: она продвинулась на 40 км вглубь немецкой обороны и уже утром 14 августа достигла железной дороги Дно—Старая Русса.
Главнокомандующий немецкой группой армий «Север» генерал-фельдмаршал В. фон Лееб вынужден был перебросить в район советского наступления моторизованную дивизию СС «Мёртвая голова»; вскоре за ней последовали 3-я моторизованная дивизия и управление 56-го моторизованного корпуса Э. фон Манштейна. К отражению советского контрудара был также привлечён 8-й авиакорпус В. фон Рихтгофена.
18 августа начальник немецкого Генерального штаба Ф. Гальдер записал в своём дневнике о звонке фон Лееба около 18.00:

Он сообщил мне, что крайне озабочен положением на участке 10-го армейского корпуса. Все солдаты выведены в первую линию. Войска переутомлены. Противник ещё продолжает оказывать давление в районе севернее Старой Руссы. Здесь для использования в первой линии остаются только саперные роты. Командир корпуса и командующий группой армий будут довольны, если наши части удержат занимаемые ими позиции в течение сегодняшнего дня. 
19 августа 56-й мотокорпус нанёс ответный контрудар. К 25 августа войска 34-й и 11-й армий были отброшены на линию реки Ловать.

## Потери
На 10 августа советские 11-я, 27-я и 34-я армии насчитывали 327 099 человек, к 1 сентября их численность уменьшилась до 198 549 человек. 

На 10 августа численность 34-й армии составила 54 912 человек, а на 26 августа — 22 043 человек. Из 83 танков было потеряно 74 единицы, из 748 орудий и миномётов — 628 (84 %). Здесь же немцами была впервые захвачена пусковая установка PC («Катюша»).

## Итоги сражения
Советские войска не достигли поставленных задач и потерпели тяжелое поражение. 23 августа 1941 года снят с должности командующий Северо-Западным фронтом генерал-майор Петр Собенников (его место занял генерал-лейтенант П. А. Курочкин).
В то же время для парирования советского контрудара были отвлечены подвижные силы 4-й танковой группы, которые в результате не смогли наступать на Ленинград.

Давид Гланц, американский историк, писал в книге "Крах плана Барбаросса": 
Мощный контрудар Советов в районе Старой Руссы 10 августа нарушил планы Лееба на проведение наступательной операции. Хотя ни Лееб, ни Гальдер не восприняли эту ситуацию слишком уж трагически, она вызвала кризис в ставке Гитлера «Волчье логово», когда Гитлер вынужден был лично вмешаться, приказав Готу изъять XXXIX моторизованный корпус Шмидта из группы армий «Центр» для оказания помощи группе армий «Север». Почти одновременно с этим Гитлер принял решение о переброске LVII моторизованного корпуса Кунтцена для ликвидации угрозы в районе Великих Лук и Торопца.

### Оценка немецкого командования
Г. Гот писал в мемуарах:

Таким образом, в то время как ОКХ ещё предавалось надежде в конце августа нанести решающий удар по Москве, Гитлер снова под влиянием одной неудачи группы армий «Север», имевшей местный характер, 15 августа принял решение: «Группе армий „Центр“ дальнейшее наступление на Москву прекратить. Из состава 3-й танковой группы немедленно передать группе армий „Север“ один танковый корпус (одну танковую и две моторизованные дивизии), так как наступление там грозит захлебнуться». Что же послужило причиной так неблагоприятно оценивать обстановку в группе армий «Север»?

Один из двух корпусов 16-й армии, продвигавшихся южнее озера Ильмень на восток, а именно 10-й армейский корпус, был атакован значительно превосходящими силами русских (восемью дивизиями 34-й армии) и оттеснён на север к озеру. В ответ командование группы армий «Север», стремясь облегчить весьма тяжёлое положение 10-го армейского корпуса, решило выделить для нанесения контрудара одну дивизию СС и одну моторизованную дивизию, которые до этого принимали участие в боевых действиях под Лугой и в районе озера Ильмень… Сейчас же группа армий «Центр» была ослаблена на половину танковой группы, и это в момент, когда оставалось сделать последний шаг к достижению цели операции, то есть к овладению Москвой. Выделенный из состава 3-й танковой группы 39-й танковый корпус (12-я танковая, 18-я и 20-я моторизованные дивизии) были использованы не на месте, где решался исход операций, а направлен далеким кружным путём через Вильнюс на северное крыло группы армий «Север». Этому корпусу предстояло выполнить основное желание Гитлера: захватить Ленинградский промышленный район и изолировать «цитадель большевизма» от Москвы. Продвигаясь южнее Ленинграда на восток и преодолевая невероятные трудности, корпус достиг Тихвина. Несколько недель спустя 41-й танковый корпус, до этого успешно наступавший на Ленинград, вынужден был остановиться и отойти…

## Последующие события
Выяснив, что советские войска южнее озера Ильмень представляют собой определённую силу, которую нельзя сбрасывать со счетов, немецкое командование подготовило частную операцию по их разгрому.
30 августа немецкие войска возобновили наступление против войск советского Северо-Западного фронта. К наступлению привлекли 57-й мотокорпус группы армий «Центр», который только что завершил разгром советской 22-й армии в районе Великих Лук. 9 сентября немецкая 19-я танковая дивизия захватила Демянск. 20-я танковая дивизия 57-го корпуса ударила с юга и соединилась с 10-м корпусом, окружив большую часть 27-й армии и часть сил 11-й и 34-й армий.
Немецкое командование объявило о захвате 35 тыс. пленных, уничтожении или захвате 117 танков и 254 орудий.

### Репрессии в отношении комсостава 34-й армии
11 сентября 1941 года в деревне Заборовье по решению уполномоченных ГКО СССР армейского комиссара 1-го ранга Льва Мехлиса и генерала армии Кирилла Мерецкова «во внесудебном порядке за дезорганизацию в управлении артиллерией армии и личную трусость» был расстрелян перед строем личного состава штаба 34-й армии начальник артиллерии 34-й армии генерал-майор артиллерии В. С. Гончаров. На следующий день Мехлис издал приказ № 057:

За проявленную трусость и личный уход с поля боя в тыл, за нарушение воинской дисциплины, выразившемся в прямом невыполнении приказа фронта, за непринятие мер для спасения материальной части артиллерии, за потерю воинского облика и двухдневное пьянство в период боёв армии генерал-майора артиллерии Гончарова, на основании Приказа Ставки ВГК № 270, расстрелять публично перед строем командиров штаба 34-й армии.

Столь же трагично сложилась судьба командующего 34-й армией генерал-майора Кузьмы Качанова. Военный трибунал Северо-Западного фронта признал его виновным в неисполнении полученного им 8 сентября 1941 года приказа Военного совета фронта о нанесении соединениями армии удара во фланг и тыл наступающему противнику, уничтожении его и выходе на новый рубеж.
В приговоре отмечалось, что «отход произведён в беспорядке, управление войсками было утрачено, в результате чего врагу был открыт фронт и дана возможность занять часть нашей территории». Трибунал отмел вполне разумные доводы, приведённые K. M. Качановым в свою защиту, и 27 сентября был вынесен смертный приговор. Качанова расстреляли 29 сентября 1941 года.
В 1956 году группа офицеров оперативного управления Генштаба провела анализ обстановки и выявила, что обвинение Качанова в неисполнении приказа и оставлении поля боя было необоснованным. Он посмертно реабилитирован.